# What Lovers Do
What Lovers Do is een nummer van de Amerikaanse band Maroon 5 uit 2017, in samenwerking met de Amerikaanse R&B-zangeres SZA. Het is de eerste single van Maroon 5's zesde studioalbum Red Pill Blues. Het nummer bevat een sample van het nummer Sexual van Neiked, vandaar dat deze band dan ook op de credits van het nummer vermeld staat.
"What Lovers Do" is een vrij vrolijk electropopnummer. Het nummer werd een wereldwijde hit, en was in diverse landen goed voor top 10-noteringen. In zowel de Amerikaanse Billboard Hot 100 als de Nederlandse Top 40 haalde het nummer de 9e positie. In de Vlaamse Ultratop 50 kwam het een plekje hoger.